# Castell d'Erillcastell
El Castell d'Erillcastell és una edifici d'Erillcastell, al municipi del Pont de Suert (Alta Ribagorça), declarat bé cultural d'interès nacional.

## Descripció
El poblet d'Erillcastell, actualment deshabitat, és situat a 1441 metres d'altitud a migdia del Pic Redó. L'indret fou el nucli central de la baronia d'Erill. Les restes del castell van ser absorbides per la Casa Montgai, un gran casal situat al punt més elevat del poble.

## Notícies històriques
Del "castro de Eril" hi ha esmentat el 1064, quan el comte Artau I de Pallars va traspassar-ne el domini al seu cosí Ramon V de Pallars Jussà. El llinatge Erill ja se'ns apareix el mateix segle onzè. Amb motiu de la confiscació dels béns del darrer comte de Pallars, la baronia d'Erill fou adjudicada a Joan Ramon Folc de Cardona, el 1506. El títol senyorial del comtat d'Erill fou creat el 1599. A començaments del s XVII, el comtat d'Erill comprenia les valls de Boí, de Viu, de Manyanet i Fosca i la Ribera oriental de la Noguera Ribagorçana, entre el Pont de Suert i Espills. El 1708, el rei-arxiduc annexà la "grandesa d'Espanya" al títol d'Erill.